# Metatablett

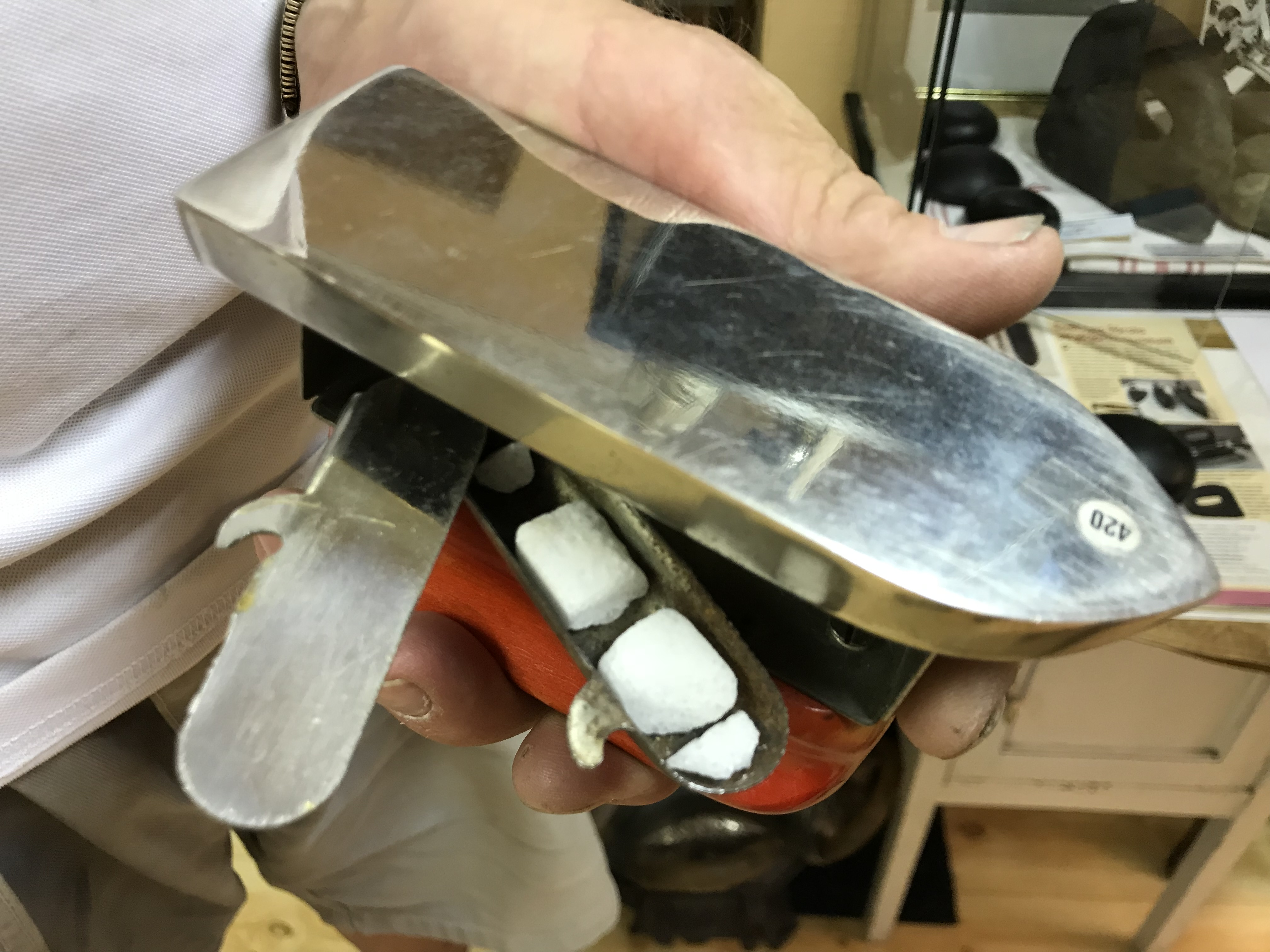
Resestrykjärn, upphettat av metatabletter

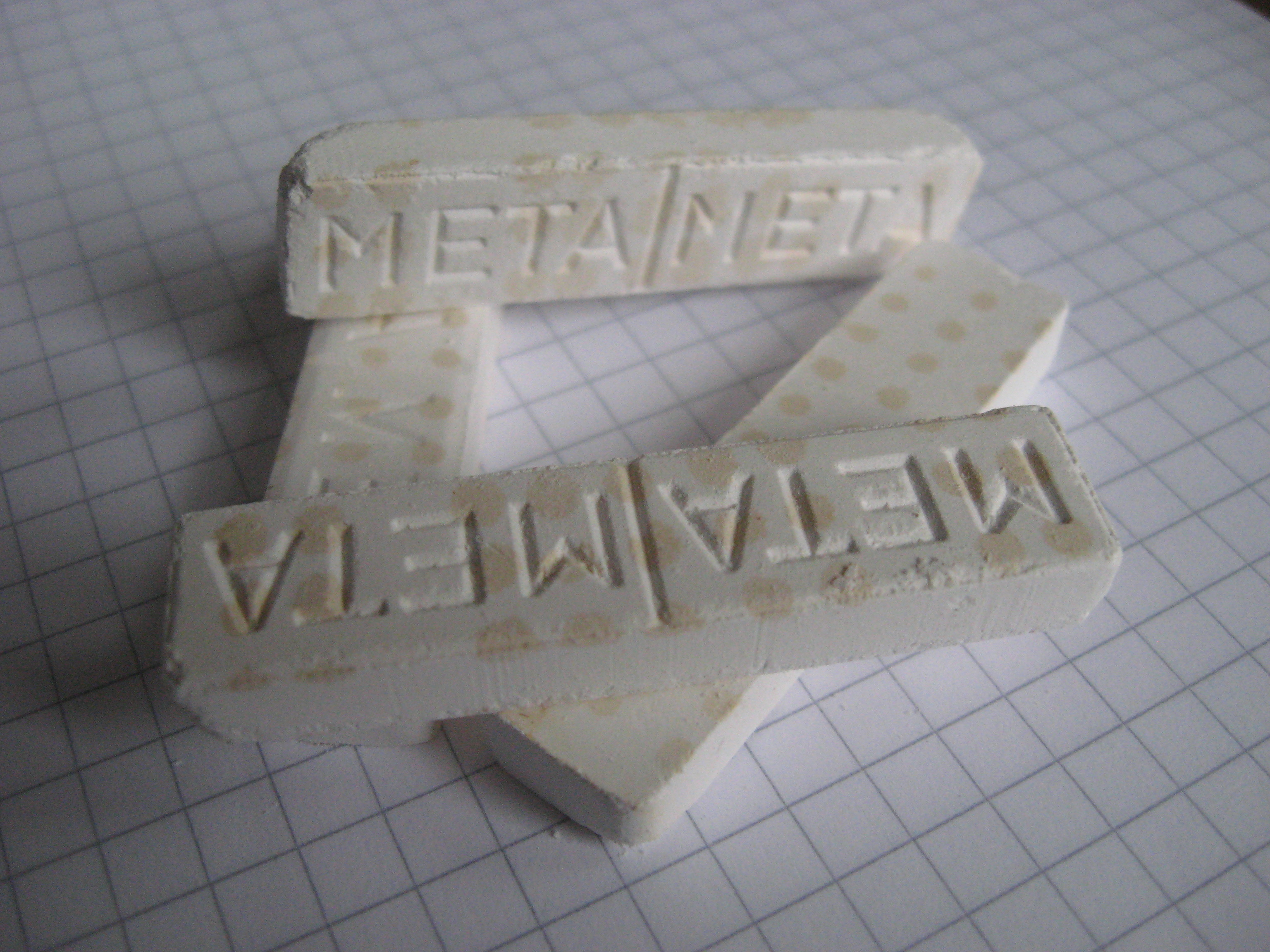
Metatabletter från ca 1960

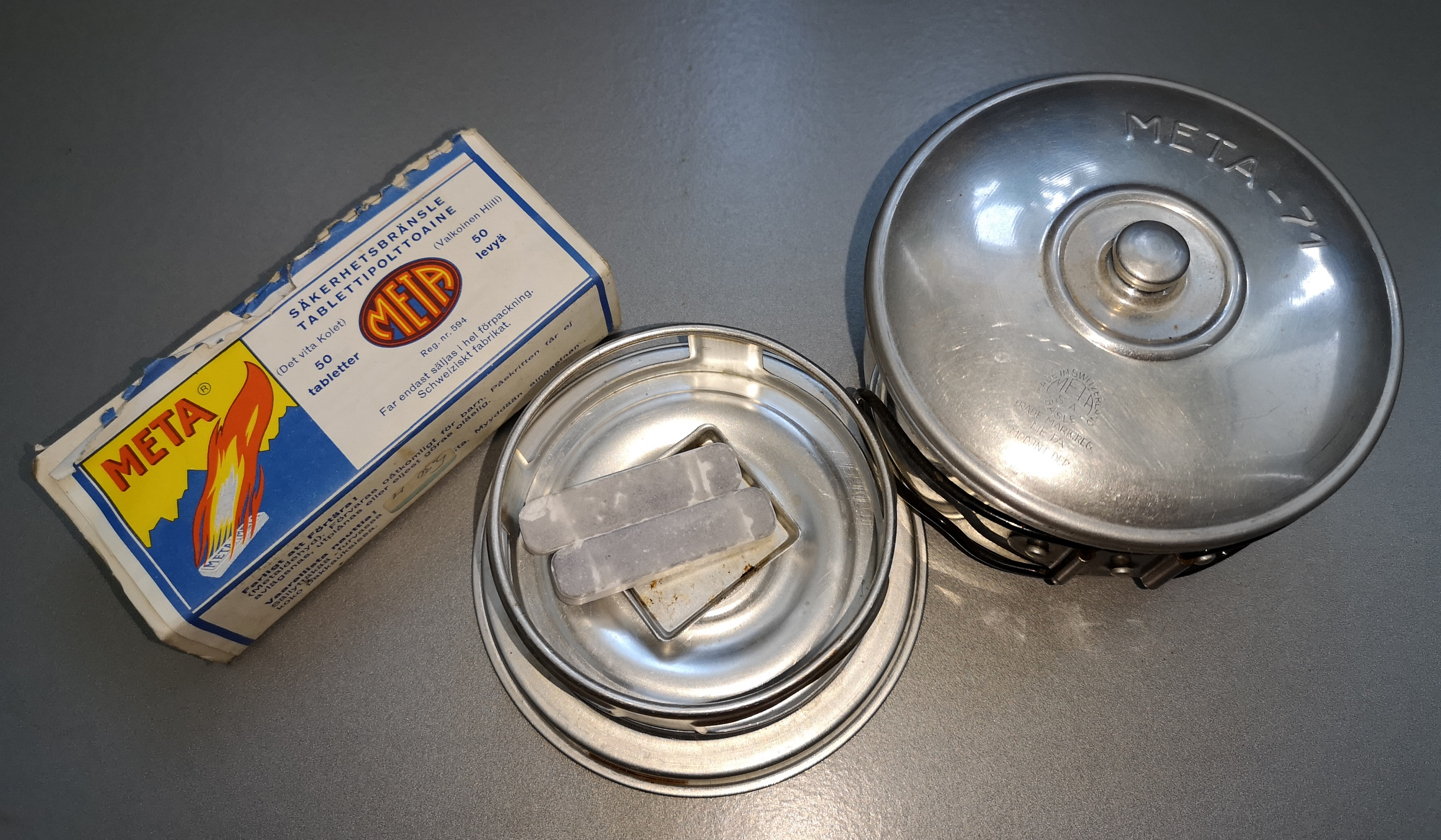
Ett litet stormkök, Meta 71, avsett för dryck till en person, med kastrull och brännare. På bild även en originalförpackning med Metatabletter. Två Metatabletter ligger i brännaren.

Metaldehyd

Metatablett, eller torrsprit, är ett bränsle i tablettform till bland annat leksaker (ångmaskiner, båtar), men också till enklare kokare. Egentliga metatabletter (som säljs under namnet META) består av metaldehyd (egentligen metacetaldehyd, en tetramer av acetaldehyd). Ämnet är giftigt och metatabletter har använts för att bekämpa sniglar (se skadedjursbekämpning). Liknande produkter, till exempel Esbit, kallas på svenska ofta metatabletter trots att de består av andra ämnen.
En jämförelse av metatabletter och Esbit-tabletter utfaller till metatablettens fördel vid bruk för ångmaskin eller för poppopbåt. Metatabletten fortsätter brinna även om den får kontakt med en vattendroppe medan Esbit-tabletten genast suger åt sig droppen och slocknar.
En metatablett från ca 1960 vägde något mer än 2 gram och hade storleken 50 x 12 x 6 mm.